# ميغيل إستيفيز كاردوسو
ميغيل إستيفيز كاردوسو (بالبرتغالية: Miguel Esteves Cardoso‏) هو كاتب وصحفي برتغالي، ولد في 25 يوليو 1955 في لشبونة في البرتغال.

## وصلات خارجية
- ميغيل إستيفيز كاردوسو على موقع IMDb (الإنجليزية)
- ميغيل إستيفيز كاردوسو على موقع ميوزك برينز (الإنجليزية)
- ميغيل إستيفيز كاردوسو على موقع ديسكوغز (الإنجليزية)
- ميغيل إستيفيز كاردوسو على موقع قاعدة بيانات الفيلم (الإنجليزية)